# (500101) 2012 BZ59
(500101) 2012 BZ59 es un asteroide perteneciente al cinturón de asteroides, descubierto el 25 de enero de 2012 por el equipo del Pan-STARRS desde el Observatorio de Haleakala, Hawái, Estados Unidos.

## Designación y nombre
Designado provisionalmente como 2012 BZ59.

## Características orbitales
2012 BZ59 está situado a una distancia media del Sol de 2,313 ua, pudiendo alejarse hasta 2,612 ua y acercarse hasta 2,013 ua. Su excentricidad es 0,129 y la inclinación orbital 6,392 grados. Emplea 1285,10 días en completar una órbita alrededor del Sol.

## Características físicas
La magnitud absoluta de 2012 BZ59 es 17,9.